# 多胡邦夫
多胡 邦夫（たご くにお、1973年9月4日 - ）は、日本の作曲家、音楽プロデューサー。
群馬県高崎市出身・在住。既婚。

## 来歴
- 学生の頃よりバンド活動を始め、多くのコンテストに出場。その実力を買われ、20代前半よりプロ作家として多くのアーティストに楽曲を提供。
- 2004年6月2日、マキシシングル「赤い雨」で自身もデビューを果たす。
- オーディション番組「歌スタ!!」（日本テレビ系）に“ウタイビトハンター”として出演（不定期）。司会の東野幸治からは「多胡ちゃん」の愛称で呼ばれた。また、同番組に出場した木山裕策を見い出し、プロデュースに名乗りを上げた。
- 群馬県高崎市にプロ専用レコーディングスタジオ「TAGO STUDIO TAKASAKI」の施設運営責任者を担っている。

## 主な楽曲提供
- 相沢巧弥子
  - ハンモック、遠くへ（両A面シングル「ハンモック／遠くへ」タイトル曲）
  - かげぼうし（両A面シングル「かげぼうし／雨男」タイトル曲）
- 井手麻理子
- 今村麻莉愛（HKT48）
  - Happy（テレビアニメ『ぐんまちゃん』エンディングテーマ[1]）
- AKB48
  - 向日葵（ひまわり組 1st Stage「僕の太陽」公演）
  - 虫のバラード（チームK 5th Stage「逆上がり」公演）
  - サボテンとゴールドラッシュ（チームA 6th Stage「目撃者」公演）
- Every Little Thing
  - 愛のカケラ
  - 鮮やかなもの（アルバム「4 FORCE」収録）
  - ささやかな祈り（カップリングの「AMBIVALENCE」「デージー」も提供）
  - 愛の謳
  - ゆらゆら
  - flavor★
  - TIE-DYE
  - self reliance
  - ファンダメンタル・ラブ
  - 五月雨
  - 雨の鳴る夜、しずくを君に
  - キラメキアワー
  - サクラビト
  - NEROLI
- 木山裕策
  - home（2008年（平成20年）第59回NHK紅白歌合戦に木山と出場）
- the generous
  - rainbow（アルバム「the generous」収録）
- 佐田真由美
  - アネモネ（アルバム「EVER AFTER」収録）
- 柴咲コウ
  - 眠レナイ夜ハ眠ラナイ夢ヲ
- 白石涼子
  - Hatch
- タッキー&翼
- dream
  - FREE AS THE WIND（Dear…収録。D・A・I、米田浩徳との共作）
- AAA
  - Love
- 浜崎あゆみ
  - SCAR
  - Key 〜eternal tie ver.〜
  - Together When...
  - untitled 〜for her〜
  - Days
  - SAKURA
  - petal
  - Pray
  - Hello new me
  - Zutto...
  - BYE-BYE
  - mimosa
- hitomi
  - MARIA（カップリングの「永遠というカテゴリー」「OVER THE WORLD」も提供）
  - キミにKISS（カップリングの「孤独な空」も提供）
  - Love me darling、FAT FREE、キツク愛してよ、Pray、LOVE LIFE（いずれもアルバム「LOVE LIFE」収録）
  - ア・ン・チ（アルバム「TRAVELER」収録）
- 光岡昌美
  - lost angel（シングル「届かない思い...〜ロードanother story〜」収録）
- 弥生
  - 途切れない愛のメッセージ（シングルタイトル曲）
- 若槻千夏
  - 愛のカケラ（同名のEvery Little Thingへの提供曲とは別作品）

## 出演

### テレビ
- 歌スタ!!（2005年 - 2010年、日本テレビ） - ウタイビトハンター（審査員）として不定期出演

### ラジオ
- tre-sen（2007年 - 2010年、FM横浜）トレセンバラエティー「シャンク！シャンク！シャンク」（木曜日→金曜日）を担当